# Losine
Losine es una localidad y comune italiana de la provincia de Brescia, región de Lombardía, con 557 habitantes.

## Evolución demográfica
| Gráfica de evolución demográfica de Losine entre 1861 y 2001 |
|                                                              |
| Fuente ISTAT - elaboración gráfica de Wikipedia              |